# Punta Mann
Punta Mann ist eine Landspitze im Norden der Livingston-Insel im Archipel der Südlichen Shetlandinseln. Auf der Westseite des Kap Shirreff, dem nördlichen Ausläufer der Johannes-Paul-II.-Halbinsel, trennt sie den Playa Del Lobero im Norden vom Playa Paulina im Süden.
Chilenische Wissenschaftler benannten sie nach dem Tierarzt und Walexperten Guillermo Mann Fischer (1919–1967), Teilnehmer der 1. Chilenischen Antarktisexpedition (1946–1947).